# Salvatore Bugnatelli
Salvatore Bugnatelli, né à Catane le 3 juillet 1943 et mort à Anzio le 7 mai 2018, est un réalisateur, scénariste et acteur italien.

## Biographie
Salvatore Bugnatelli obtient en 1962 un diplôme d'expert-comptable. Il commence à faire l'acteur de théâtre dans sa ville natale, Anzio. En 1967, il se rend à Rome et devient acteur puis se consacre à la réalisation. Depuis le début des années 1980, il travaille pour les chaînes de télévision italiennes. Entre 1974 et 1984, il met en scène quatre comédies cinématographiques dont il rédige aussi le scénario. Il s'occupe aussi du montage des films. En 1989, il réalise deux films pornographiques.

## Filmographie partielle
- 1974 : Scusi Eminenza... posso sposarmi? (it)
- 1975 : Diabolicamente... Letizia
- 1982 : Mizzzzica... ma che è proibitissimo?
- 1984 : Lei non sa chi sono io
- 1989 : Intimo profondo; Racconto immorale[2]